# Misión Salvatierra
Misión Monseñor Salvatierra (auch: Misión Salvatierra) ist eine Ortschaft im Departamento Santa Cruz im Tiefland des südamerikanischen Anden-Staates Bolivien.

## Lage im Nahraum
Misión Monseñor Salvatierra ist der zentrale Ort des Kanton Misión Monseñor Salvatierra im Municipio Urubichá in der Provinz Guarayos im nordwestlichen Teil des Departamentos Santa Cruz. Die Gemeinde liegt auf einer Höhe von 201 m am rechten, nördlichen Ufer des nach Westen fließenden Río Negro, der in seinem weiteren Verlauf über den Río Blanco in den Río Iténez/Rio Guaporé mündet, der über weite Strecken die Grenze zwischen Brasilien und den bolivianischen Nordosten bildet.

## Geographie
Misión Monseñor Salvatierra liegt ganz am Südrand des Kantons, das mit einer Ost-West-Ausdehnung von etwa 100 Kilometern und einer Nord-Süd-Ausdehnung von etwa 170 Kilometern etwa 17.000 Quadratkilometer umfasst und nahezu menschenleer ist. Der Kanton ist Teil der Moxos-Ebene (spanisch: Llanos de Moxos), einer mehr als 100.000 km² großen Überschwemmungssavanne im nördlichen Tiefland von Bolivien. Das Klima der Region ist ein semi-humides Klima der warmen Tropen.
Die mittlere Durchschnittstemperatur der Region liegt bei etwa 25 °C (siehe Klimadiagramm Urubichá) und schwankt nur unwesentlich zwischen 21 °C im Juni und Juli und knapp 27 °C von Oktober bis Dezember. Der Jahresniederschlag beträgt etwa 1.200 mm, bei einer kurzen Trockenzeit von Juni bis August mit Monatsniederschlägen unter 40 mm, und einer ausgeprägten Feuchtezeit von Dezember bis März mit Monatsniederschlägen bis zu 200 mm.

## Verkehrsnetz
Misión Monseñor Salvatierra liegt in einer Entfernung von 344 Straßenkilometern nördlich von Santa Cruz, der Hauptstadt des Departamentos.
Von Santa Cruz aus führt die asphaltierte Nationalstraße Ruta 9 zusammen mit der Ruta 4 zuerst in östlicher Richtung über Cotoca nach Puerto Pailas, überquert den Río Grande und trennt sich vierzehn Kilometer später in Pailón. Von hier aus führt die Ruta 9 230 Kilometer nach Norden bis Ascención de Guarayos und weiter nach Guayaramerín im äußersten Nordosten des Landes. Am nördlichen Stadtrand von Ascención zweigt eine unbefestigte Landstraße in nordöstlicher Richtung ab und erreicht nach 35 Kilometern Urubichá. Von dort aus sind es noch einmal weitere achtzehn Kilometer nach Nordosten bis Misión Monseñor Salvatierra.

## Bevölkerung
Die Einwohnerzahl der Ortschaft ist zwischen 1992 und 2001 nahezu unverändert geblieben, zum Jahr 2012 dagegen um etwa ein Drittel gesunken:
| Jahr | Einwohner | Quelle       |
| ---- | --------- | ------------ |
| 1992 | 314       | Volkszählung |
| 2001 | 315       | Volkszählung |
| 2012 | 210       | Volkszählung |
| 2024 |           | Volkszählung |

Die Region weist einen hohen Anteil an indigener Bevölkerung auf, im Municipio Urubichá sprechen 91,0 Prozent der Bevölkerung regionale Chiquitano-Sprachen.